# الدول الآسيوية في كأس العالم للسيدات التابعة للفيفا
تُعد كرة القدم من بين الرياضات الأكثر شعبية في آسيا، حيث تنافست تسعة بلدان أعضاء في الاتحاد الآسيوي لكرة القدم في أكبر حدث دولي في هذه الرياضة، وهو كأس العالم للسيدات لكرة القدم.
أعلى نتيجة تصنيفية حققها فريق آسيوي في كأس العالم للسيدات هي المركز الأول في كأس العالم للسيدات 2011 التي حققها منتخب اليابان، وهو أول دولة آسيوية تحقق هذا الإنجاز سواء في كأس العالم للرجال أو السيدات. كما احتلت الصين وأستراليا المركز الثاني والمركز الرابع في كأس العالم للسيدات 1999 وكأس العالم للسيدات 2023، مما جعل اليابان الفرق الوطنية النسائية الوحيدة في آسيا التي احتلت المراكز الأربعة الأولى في كأس العالم للسيدات.

## نظرة عامة
|         | 1991 (12)                        | 1995 (12)       | 1999 (16)                        | 2003 (16)                                         | 2007 (16)                                   | 2011 (16)                           | 2015 (24)                                             | 2019 (24)                                             | 2023 (32)                                                      | 2027 (32) | المجموع |
| ------- | -------------------------------- | --------------- | -------------------------------- | ------------------------------------------------- | ------------------------------------------- | ----------------------------------- | ----------------------------------------------------- | ----------------------------------------------------- | -------------------------------------------------------------- | --------- | ------- |
| الفرق   | الصين · تايبيه الصينية · اليابان | الصين · اليابان | الصين · اليابان · كوريا الشمالية | الصين · اليابان · كوريا الشمالية · كوريا الجنوبية | الصين · اليابان · كوريا الشمالية · أستراليا | اليابان · كوريا الشمالية · أستراليا | الصين · اليابان · أستراليا · كوريا الجنوبية · تايلاند | الصين · اليابان · أستراليا · كوريا الجنوبية · تايلاند | الصين · اليابان · أستراليا · كوريا الجنوبية · الفلبين · فيتنام |           | 35      |
| أفضل 16 | —                                | —               | —                                | —                                                 | —                                           | —                                   | 4                                                     | 3                                                     | 2                                                              |           | 9       |
| أفضل 8  | 2                                | 2               | 1                                | 1                                                 | 3                                           | 2                                   | 3                                                     | 0                                                     | 2                                                              |           | 14      |
| أفضل 4  | 0                                | 1               | 1                                | 0                                                 | 0                                           | 1                                   | 1                                                     | 0                                                     | 1                                                              |           | 4       |
| أفضل 2  | 0                                | 0               | 1                                | 0                                                 | 0                                           | 1                                   | 1                                                     | 0                                                     | 0                                                              |           | 3       |
| الأول   |                                  |                 |                                  |                                                   |                                             | اليابان                             |                                                       |                                                       |                                                                |           | 1       |
| الثاني  |                                  |                 | الصين                            |                                                   |                                             |                                     | اليابان                                               |                                                       |                                                                |           | 2       |
| الثالث  |                                  |                 |                                  |                                                   |                                             |                                     |                                                       |                                                       |                                                                |           | 0       |
| الرابع  |                                  | الصين           |                                  |                                                   |                                             |                                     |                                                       |                                                       | أستراليا                                                       |           | 2       |

| البلد          | # | الأعوام                                              | أفضل نتيجة |
| -------------- | - | ---------------------------------------------------- | ---------- |
| اليابان        | 9 | 1991، 1995، 1999، 2003، 2007، 2011، 2015، 2019، 2023 | الأول      |
| الصين          | 8 | 1991، 1995، 1999، 2003، 2007، 2015، 2019، 2023       | الثاني     |
| أستراليا       | 8 | (1995، 1999، 2003)، 2007، 2011، 2015، 2019، 2023     | الرابع     |
| كوريا الشمالية | 4 | 1999، 2003، 2007، 2011                               | ت          |
| كوريا الجنوبية | 4 | 2003، 2015، 2019، 2023                               | ج2         |
| تايلاند        | 2 | 2015، 2019                                           | GS         |
| تايبيه الصينية | 1 | 1991                                                 | ت          |
| الفلبين        | 1 | 2023                                                 | GS         |
| فيتنام         | 1 | 2023                                                 | GS         |

## النتيجة

### أكثر من أنهى في المراكز الأربعة الأولى
| الفريق   | # | المراكز الأربعة الأولى |
| -------- | - | ---------------------- |
| اليابان  | 2 | 2011، 2015             |
| الصين    | 2 | 1995، 1999             |
| أستراليا | 1 | 2023                   |

### نتائج الفريق حسب البطولة
المفتايح
| - الأول — الأبطال - الثاني — الوصيف - الثالث — المركز الثالث - الرابع — المركز الرابع - ر،ن — ربع النهائي - ج2 — الجولة الثانية - ج1 — الجولة الأولى | - ت — تأهل للبطولة القادمة - يُحدد لاحقًآ — سيتم تحديده لاحقًا (قد يتأهل للبطولة القادمة) - •• — تأهل ولكن انسحب - • — لم يتأهل - × — لم يدخل / انسحب / محظور - — المستضيف - — غير منتمي إلى الفيفا |

يتم تصنيف الفريق في كل بطولة وفقًا للاتحاد الدولي لكرة القدم. التصنيفات، باستثناء المراكز الأربعة الأولى، ليست نتيجة للمنافسة المباشرة بين الفرق؛ بدلاً من ذلك، يتم تصنيف الفرق التي خرجت في نفس الجولة حسب نتائجها الكاملة في البطولة. في البطولات الأخيرة، استخدمت الفيفا التصنيفات لتحديد تصنيفات قرعة البطولة النهائية.
بالنسبة لكل بطولة، يتم عرض عدد الفرق في كل بطولة نهائية (بين قوسين).
| الفريق         | 1991 (12)                          | 1995 (12)     | 1999 (16)       | 2003 (16)     | 2007 (16)   | 2011 (16)     | 2015 (24)     | 2019 (24)          | 2023 (32)           | 2027 (32)  | المجموع | تأهل |
| -------------- | ---------------------------------- | ------------- | --------------- | ------------- | ----------- | ------------- | ------------- | ------------------ | ------------------- | ---------- | ------- | ---- |
| أستراليا       | •                                  | ج1 الثاني عشر | ج1 الحادي عشر   | ج1 الثالث عشر | ت السادس    | ت الثامن      | ت السابع      | ج2 التاسع          | الرابع              | يُحدد لاحقًا | 8       | 9    |
| أستراليا       | عضو في اتحاد أوقيانوسيا لكرة القدم |               |                 |               | ت السادس    | ت الثامن      | ت السابع      | ج2 التاسع          | الرابع              | يُحدد لاحقًا | 8       | 9    |
| الصين          | ت الخامس                           | الرابع        | الثاني          | ت السادس      | ت الخامس    | •             | ت الثامن      | ج2 الرابع عشر      | ج1 الثالث والعشرون  | يُحدد لاحقًا | 8       | 9    |
| تايبيه الصينية | ت الثامن                           | •             | •               | •             | •           | •             | •             | •                  | •                   | يُحدد لاحقًا | 1       | 9    |
| اليابان        | ج1 الثاني عشر                      | ت الثامن      | ج1 ت-الثالث عشر | ج1 العاشر     | ج1 ت-العاشر | الأول         | الثاني        | ج2 الثالث عشر      | ت الخامس            | يُحدد لاحقًا | 9       | 9    |
| كوريا الشمالية | •                                  | ×             | ج1 العاشر       | ج1 الحادي عشر | ت الثامن    | ج1 الثالث عشر | ×             | •                  | ×                   | يُحدد لاحقًا | 4       | 6    |
| الفلبين        | ×                                  | •             | •               | •             | •           | ×             | •             | •                  | ج1 الرابع والعشرون  | يُحدد لاحقًا | 1       | 7    |
| كوريا الجنوبية | •                                  | •             | •               | ج1 الرابع عشر | •           | •             | ج2 الرابع عشر | ج1 21st            | ج1 الثامن والعشرون  | يُحدد لاحقًا | 4       | 9    |
| تايلاند        | •                                  | ×             | ×               | •             | •           | •             | ج1 السابع عشر | ج1 الرابع والعشرون | •                   | يُحدد لاحقًا | 2       | 7    |
| فيتنام         | ×                                  | ×             | ×               | •             | •           | •             | •             | •                  | ج1 الثاني والثلاثون | يُحدد لاحقًا | 1       | 6    |

### ترتيب البطولة
| الفريق         | الأبطال | النهائيات | نصف النهائي | ربع النهائي | الجولة الثانية |
| -------------- | ------- | --------- | ----------- | ----------- | -------------- |
| اليابان        | 1       | 1         | 0           | 2           | 1              |
| الصين          | 0       | 1         | 1           | 4           | 1              |
| أستراليا       | 0       | 0         | 1           | 3           | 1              |
| كوريا الشمالية | 0       | 0         | 0           | 1           | 0              |
| كوريا الجنوبية | 0       | 0         | 0           | 0           | 1              |

### سجلات الفريق الإجمالية
وفقًا للاتفاقية الإحصائية في كرة القدم، يتم احتساب المباريات التي يتم حسمها في الوقت الإضافي على أنها انتصارات وخسارة، في حين يتم احتساب المباريات التي يتم حسمها بركلات الترجيح على أنها تعادلات. 3 نقاط لكل فوز، ونقطة واحدة لكل تعادل، و0 نقطة لكل خسارة.
النتائج حتى كأس العالم للسيدات 2019
| الفريق         | لعب | ف  | ت | خ  | له | عليه | فرق | نقاط |
| -------------- | --- | -- | - | -- | -- | ---- | --- | ---- |
| الصين          | 33  | 16 | 7 | 10 | 53 | 32   | +21 | 55   |
| اليابان        | 33  | 14 | 4 | 15 | 39 | 59   | –20 | 46   |
| أستراليا       | 26  | 7  | 6 | 13 | 38 | 50   | –12 | 27   |
| كوريا الشمالية | 13  | 3  | 2 | 8  | 12 | 20   | –8  | 11   |
| كوريا الجنوبية | 10  | 1  | 1 | 8  | 6  | 27   | –21 | 4    |
| تايبيه الصينية | 4   | 1  | 0 | 3  | 2  | 15   | –13 | 3    |
| تايلاند        | 6   | 1  | 0 | 5  | 4  | 30   | –26 | 3    |

## المشاركات

### ترتيب الفرق حسب عدد المشاركات
| الفريق         | المشاركات | السلسلة القياسية | السلسلة النشطة | الظهور الأول | أحدث ظهور | أفضل نتيجة (* = المستضيف)    |
| -------------- | --------- | ---------------- | -------------- | ------------ | --------- | ---------------------------- |
| اليابان        | 9         | 9                | 9              | 1991         | 2023      | الأبطال (2011)               |
| الصين          | 8         | 5                | 3              | 1991         | 2023      | الوصيف (1999)                |
| أستراليا       | 8         | 8                | 8              | 1995         | 2023      | المركز الرابع (2023)         |
| كوريا الشمالية | 4         | 4                | 0              | 1999         | 2011      | ربع النهائي (2007)           |
| كوريا الجنوبية | 4         | 3                | 3              | 2003         | 2023      | دور الـ16 (2015)             |
| تايلاند        | 2         | 2                | 0              | 2015         | 2019      | مرحلة المجموعات (2015، 2019) |
| تايبيه الصينية | 1         | 1                | 0              | 1991         | 1991      | ربع النهائي (1991)           |
| الفلبين        | 1         | 1                | 1              | 2023         | 2023      | مرحلة المجموعات (2023)       |
| فيتنام         | 1         | 1                | 1              | 2023         | 2023      | مرحلة المجموعات (2023)       |

### الظهور الأول للفريق
| Year    | الظهور الأول                   | المجموع |
| ------- | ------------------------------ | ------- |
| 1991    | الصين، تايبيه الصينية، اليابان | 3       |
| 1995    | أستراليا                       | 1       |
| 1999    | كوريا الشمالية                 | 1       |
| 2003    | كوريا الجنوبية                 | 1       |
| 2015    | تايلاند                        | 1       |
| 2023    | الفلبين، فيتنام                | 2       |
| المجموع | المجموع                        | 9       |

## ملخص الأداء
يوضح هذا الجدول عدد الدول الممثلة في كأس العالم للسيدات، وعدد المشاركات (#م) من جميع أنحاء العالم بما في ذلك أي رفض أو انسحابات، وعدد المشاركات الآسيوية (#آ)، وعدد المشاركات الآسيوية المنسحبة (#آ–) قبل/أثناء التصفيات أو التي رفضها الاتحاد الدولي لكرة القدم (فيفا)، والممثلين الآسيويين في نهائيات كأس العالم للسيدات، وعدد تصفيات كأس العالم التي كان على كل ممثل آسيوي أن يلعبها للوصول إلى كأس العالم (#ت)، والمرحلة الأبعد التي وصل إليها، والنتائج، والمدربين.
| العام | المستضيف             | الحجم | #م  | #آ | #آ- | المتأهلون للنهائيات الآسيوية | #ت | المرحلة         | النتائج | المدرب                 |
| ----- | -------------------- | ----- | --- | -- | --- | ---------------------------- | -- | --------------- | --- | ---------------------- |
| 1991  | الصين                | 12    | 48  | 9  | 0   | الصين                        | 5  | ربع النهائي     | فازت 4–0 النرويج، تعادلت 2–2 الدنمارك، فازت 4–1 نيوزيلندا، خسرت 0–1 السويد                                                                        | شانغ رويهوا            |
| 1991  | الصين                | 12    | 48  | 9  | 0   | تايبيه الصينية               | 5  | ربع النهائي     | خسرت 0–5 إيطاليا، خسرت 0–3 ألمانيا، فازت 2–0 نيجيريا، خسرت 0–7 الولايات المتحدة                                                                   | تشونغ تسو بين          |
| 1991  | الصين                | 12    | 48  | 9  | 0   | اليابان                      | 6  | مرحلة المجموعات | خسرت 0–1 البرازيل، خسرت 0–8 السويد، خسرت 0–3 الولايات المتحدة                                                                                     | تاموتسو سوزوكي         |
| 1995  | السويد               | 12    | 55  | 4  | 0   | الصين                        | 4  | المركز الرابع   | تعادلت 3–3 الولايات المتحدة، فازت 4–2 أستراليا، فازت 3–1 الدنمارك، drew 1–1 السويد (فازت 4–3 (ج.) ، خسرت 0–1 ألمانيا، خسرت 0–2 الولايات المتحدة   | ما يوانان              |
| 1995  | السويد               | 12    | 55  | 4  | 0   | اليابان                      | 4  | ربع النهائي     | خسرت 0–1 ألمانيا، فازت 2–1 البرازيل، خسرت 0–2 السويد، خسرت 0–4 الولايات المتحدة                                                                   | تاموتسو سوزوكي         |
| 1999  | الولايات المتحدة     | 16    | 67  | 11 | 0   | الصين                        | 5  | الوصيف          | فازت 2–1 السويد، فازت 7–0 غانا، فازت 3–1 أستراليا، فازت 2–0 روسيا، فازت 5–0 النرويج، تعادلت 0–0 الولايات المتحدة (خسرت 4–5 (ج.) )                 | ما يوانان              |
| 1999  | الولايات المتحدة     | 16    | 67  | 11 | 0   | اليابان                      | 5  | مرحلة المجموعات | تعادلت 1–1 كندا، خسرت 0–5 روسيا، خسرت 0–4 النرويج                                                                                                 | ساتوشي مياوتشي         |
| 1999  | الولايات المتحدة     | 16    | 67  | 11 | 0   | كوريا الشمالية               | 5  | مرحلة المجموعات | خسرت 1–2 نيجيريا، فازت 3–1 الدنمارك، خسرت 0–3 الولايات المتحدة                                                                                    | ميونغ دونغ تشان        |
| 2003  | الولايات المتحدة     | 16    | 99  | 14 | 0   | الصين                        | 5  | ربع النهائي     | فازت 1–0 غانا، تعادلت 1–1 أستراليا، فازت 1–0 روسيا، خسرت 0–1 كندا                                                                                 | ما ليانغشينغ           |
| 2003  | الولايات المتحدة     | 16    | 99  | 14 | 0   | اليابان                      | 6  | مرحلة المجموعات | فازت 6–0 الأرجنتين، خسرت 0–3 ألمانيا، خسرت 1–3 كندا                                                                                               | إيجي أويدا             |
| 2003  | الولايات المتحدة     | 16    | 99  | 14 | 0   | كوريا الشمالية               | 6  | مرحلة المجموعات | فازت 3–0 نيجيريا، خسرت 0–1 السويد، خسرت 0–3 الولايات المتحدة                                                                                      | ري سونغ غون            |
| 2003  | الولايات المتحدة     | 16    | 99  | 14 | 0   | كوريا الجنوبية               | 6  | مرحلة المجموعات | خسرت 0–3 البرازيل، خسرت 0–1 فرنسا، خسرت 1–7 النرويج                                                                                               | آن جونغ غوان           |
| 2007  | الصين                | 16    | 120 | 9  | 0   | أستراليا                     | 6  | ربع النهائي     | فازت 4–1 غانا، تعادلت 1–1 النرويج، تعادلت 2–2 كندا، خسرت 2–3 البرازيل                                                                             | توم سيرمانيز           |
| 2007  | الصين                | 16    | 120 | 9  | 0   | الصين                        | 5  | ربع النهائي     | فازت 3–2 الدنمارك، خسرت 0–4 البرازيل، فازت 2–0 نيوزيلندا، خسرت 0–1 النرويج                                                                        | ماريكا دومانسكي–ليفورز |
| 2007  | الصين                | 16    | 120 | 9  | 0   | اليابان                      | 5  | مرحلة المجموعات | تعادلت 2–2 إنجلترا، فازت 1–0 الأرجنتين، خسرت 0–2 ألمانيا                                                                                          | هيروشي أوهاشي          |
| 2007  | الصين                | 16    | 120 | 9  | 0   | كوريا الشمالية               | 6  | ربع النهائي     | تعادلت 2–2 الولايات المتحدة، فازت 2–0 نيجيريا، خسرت 1–2 السويد، خسرت 0–3 ألمانيا                                                                  | كيم كوانغ مين          |
| 2011  | ألمانيا              | 16    | 125 | 17 | 1   | أستراليا                     | 5  | ربع النهائي     | خسرت 0–1 البرازيل، فازت 3–2 غينيا الاستوائية، فازت 2–1 النرويج، خسرت 1–3 السويد                                                                   | توم سيرمانيز           |
| 2011  | ألمانيا              | 16    | 125 | 17 | 1   | اليابان                      | 5  | البطل           | فازت 2–1 نيوزيلندا، فازت 4–0 المكسيك، خسرت 0–2 إنجلترا، فازت 1–0 ألمانيا (ب.و.إ.)، فازت 3–1 السويد، تعادلت 2–2 الولايات المتحدة (فازت 3–1 (ج.)    | نوريو ساساكي           |
| 2011  | ألمانيا              | 16    | 125 | 17 | 1   | كوريا الشمالية               | 5  | مرحلة المجموعات | خسرت 0–2 الولايات المتحدة، خسرت 0–1 السويد، تعادلت 0–0 كولومبيا                                                                                   | كيم كوانغ مين          |
| 2015  | كندا                 | 24    | 134 | 20 | 0   | أستراليا                     | 5  | ربع النهائي     | خسرت 1–3 الولايات المتحدة، فازت 2–0 نيجيريا، تعادلت 1–1 السويد، فازت 1–0 البرازيل، خسرت 0–1 اليابان                                               | الن ستاجيتش            |
| 2015  | كندا                 | 24    | 134 | 20 | 0   | الصين                        | 5  | ربع النهائي     | خسرت 0–1 كندا، فازت 1–0 هولندا، تعادلت 2–2 نيوزيلندا، فازت 1–0 الكاميرون، خسرت 0–1 الولايات المتحدة                                               | هاو وي                 |
| 2015  | كندا                 | 24    | 134 | 20 | 0   | اليابان                      | 5  | الوصيف          | فازت 1–0 سويسرا، فازت 2–1 الكاميرون، فازت 1–0 الإكوادور، فازت 2–1 هولندا، فازت 1–0 أستراليا، فازت 2–1 إنجلترا، خسرت 2–5 الولايات المتحدة          | نوريو ساساكي           |
| 2015  | كندا                 | 24    | 134 | 20 | 0   | كوريا الجنوبية               | 5  | دور الـ16       | خسرت 0–2 البرازيل، تعادلت 2–2 كوستاريكا، فازت 2–1 إسبانيا، خسرت 0–3 فرنسا                                                                         | Yoon Deok–yeo          |
| 2015  | كندا                 | 24    | 134 | 20 | 0   | تايلاند                      | 8  | مرحلة المجموعات | خسرت 0–4 ألمانيا، فازت 3–2 ساحل العاج، خسرت 0–4 النرويج                                                                                           | نونغروتاي سراثونغفيان  |
| 2019  | فرنسا                | 24    | 144 | 24 | 2   | أستراليا                     | 5  | دور الـ16       | خسرت 1–2 إيطاليا، فازت 3–2 البرازيل، فازت 4–1 جامايكا، تعادلت 1–1 النرويج (خسرت 1–4 (ج.) )                                                        | أنتي ميليسيتش          |
| 2019  | فرنسا                | 24    | 144 | 24 | 2   | الصين                        | 5  | دور الـ16       | خسرت 0–1 ألمانيا، فازت 1–0 جنوب إفريقيا، تعادلت 0–0 إسبانيا، خسرت 0–2 إيطاليا                                                                     | جيا شيوكوان            |
| 2019  | فرنسا                | 24    | 144 | 24 | 2   | اليابان                      | 5  | دور الـ16       | تعادلت 0–0 الأرجنتين، فازت 2–1 إسكتلندا، خسرت 0–2 إنجلترا، خسرت 1–2 هولندا                                                                        | أساكو تاكاكورا         |
| 2019  | فرنسا                | 24    | 144 | 24 | 2   | كوريا الجنوبية               | 8  | مرحلة المجموعات | خسرت 0–4 فرنسا، خسرت 0–2 نيجيريا، خسرت 1–2 النرويج                                                                                                | Yoon Deok–yeo          |
| 2019  | فرنسا                | 24    | 144 | 24 | 2   | تايلاند                      | 7  | مرحلة المجموعات | خسرت 0–13 الولايات المتحدة، خسرت 1–5 السويد، خسرت 0–2 تشيلي                                                                                       | نونغروتاي سراثونغفيان  |
| 2023  | أستراليا · نيوزيلندا | 32    | 172 | 27 | 4   | أستراليا                     | 4  | المركز الرابع   | فازت 1–0 جمهورية أيرلندا، خسرت 2–3 نيجيريا، فازت 4–0 كندا، فازت 2–0 الدنمارك، تعادلت 0–0 فرنسا (فازت 7–6 (ج.) ، خسرت 1–3 إنجلترا، خسرت 0–2 السويد | توني غوستافسون         |
| 2023  | أستراليا · نيوزيلندا | 32    | 172 | 27 | 4   | الصين                        | 5  | مرحلة المجموعات | خسرت 0–1 الدنمارك، فازت 1–0 هايتي، خسرت 1–6 إنجلترا                                                                                               | شوي تشينغشيا           |
| 2023  | أستراليا · نيوزيلندا | 32    | 172 | 27 | 4   | اليابان                      | 5  | ربع النهائي     | فازت 5–0 زامبيا، فازت 2–0 كوستاريكا، فازت 4–0 إسبانيا، فازت 3–1 النرويج، خسرت 1–2 السويد                                                          | فوتوشي إيكيدا          |
| 2023  | أستراليا · نيوزيلندا | 32    | 172 | 27 | 4   | الفلبين                      | 7  | مرحلة المجموعات | خسرت 0–2 سويسرا، فازت 1–0 نيوزيلندا، خسرت 0–6 النرويج                                                                                             | الن ستاجيتش            |
| 2023  | أستراليا · نيوزيلندا | 32    | 172 | 27 | 4   | كوريا الجنوبية               | 8  | مرحلة المجموعات | خسرت 0–2 كولومبيا، خسرت 0–1 المغرب، تعادلت 1–1 ألمانيا                                                                                            | Colin Bell             |
| 2023  | أستراليا · نيوزيلندا | 32    | 172 | 27 | 4   | فيتنام                       | 8  | مرحلة المجموعات | خسرت 0–3 الولايات المتحدة، خسرت 0–2 البرتغال، خسرت 0–7 هولندا                                                                                     | ماي دوك تشونغ          |

## لم يتأهل بعد
37 من أصل 46 اتحادا نشطا في الاتحاد الدولي لكرة القدم والاتحاد الآسيوي لم يشاركوا أبدا في البطولة النهائية.
المفاتيح
- يُحدد لاحقًا — سيتم تحديده لاحقًا (قد يتأهل للبطولة القادمة)
- •  — لم يتأهل
- ×  — لم يدخل / انسحب / محظور
- — غير منتمي إلى الفيفا
- ••  — تأهل، لكنه انسحب قبل النهائيات

| البلد                    | عدد محاولات التأهل | 1991                                   | 1995                                   | 1999                                   | 2003                                   | 2007                                   | 2011                                   | 2015                                   | 2019                                   | 2023                                   | 2027                                   |
| ------------------------ | ------------------ | -------------------------------------- | -------------------------------------- | -------------------------------------- | -------------------------------------- | -------------------------------------- | -------------------------------------- | -------------------------------------- | -------------------------------------- | -------------------------------------- | -------------------------------------- |
| أفغانستان                | 0                  | ×                                      | ×                                      | ×                                      | ×                                      | ×                                      | ×                                      | ×                                      | ×                                      | ×                                      | يُحدد لاحقًا                             |
| البحرين                  | 3                  | ×                                      | ×                                      | ×                                      | ×                                      | ×                                      | ×                                      | •                                      | •                                      | •                                      | يُحدد لاحقًا                             |
| بنغلاديش                 | 2                  | ×                                      | ×                                      | ×                                      | ×                                      | ×                                      | ×                                      | •                                      | ×                                      | •                                      | يُحدد لاحقًا                             |
| بوتان                    | 0                  | ×                                      | ×                                      | ×                                      | ×                                      | ×                                      | ×                                      | ×                                      | ×                                      | ×                                      | يُحدد لاحقًا                             |
| بروناي                   | 0                  | ×                                      | ×                                      | ×                                      | ×                                      | ×                                      | ×                                      | ×                                      | ×                                      | ×                                      | يُحدد لاحقًا                             |
| كمبوديا                  | 0                  | ×                                      | ×                                      | ×                                      | ×                                      | ×                                      | ×                                      | ×                                      | ×                                      | ×                                      | يُحدد لاحقًا                             |
| غوام                     | 4                  | ×                                      | ×                                      | •                                      | •                                      | •                                      | ×                                      | ×                                      | ×                                      | •                                      | يُحدد لاحقًا                             |
| هونغ كونغ                | 9                  | •                                      | •                                      | •                                      | •                                      | •                                      | •                                      | •                                      | •                                      | •                                      | يُحدد لاحقًا                             |
| الهند                    | 5                  | ×                                      | ×                                      | •                                      | •                                      | •                                      | •                                      | ×                                      | •                                      | ×                                      | يُحدد لاحقًا                             |
| إندونيسيا                | 2                  | ×                                      | ×                                      | ×                                      | ×                                      | •                                      | ×                                      | ×                                      | ×                                      | •                                      | يُحدد لاحقًا                             |
| إيران                    | 4                  | ×                                      | ×                                      | ×                                      | ×                                      | ×                                      | •                                      | •                                      | •                                      | •                                      | يُحدد لاحقًا                             |
| العراق                   | 1                  | ×                                      | ×                                      | ×                                      | ×                                      | ×                                      | ×                                      | ×                                      | •                                      | ×                                      | يُحدد لاحقًا                             |
| إسرائيل                  | 0                  | ليس عضوا في الاتحاد الآسيوي لكرة القدم | ليس عضوا في الاتحاد الآسيوي لكرة القدم | ليس عضوا في الاتحاد الآسيوي لكرة القدم | ليس عضوا في الاتحاد الآسيوي لكرة القدم | ليس عضوا في الاتحاد الآسيوي لكرة القدم | ليس عضوا في الاتحاد الآسيوي لكرة القدم | ليس عضوا في الاتحاد الآسيوي لكرة القدم | ليس عضوا في الاتحاد الآسيوي لكرة القدم | ليس عضوا في الاتحاد الآسيوي لكرة القدم | ليس عضوا في الاتحاد الآسيوي لكرة القدم |
| الأردن                   | 4                  | ×                                      | ×                                      | ×                                      | ×                                      | ×                                      | •                                      | •                                      | •                                      | •                                      | يُحدد لاحقًا                             |
| كازاخستان                | 1                  | ×1                                     | ×                                      | •                                      | ×                                      | ليس عضوا في الاتحاد الآسيوي لكرة القدم | ليس عضوا في الاتحاد الآسيوي لكرة القدم | ليس عضوا في الاتحاد الآسيوي لكرة القدم | ليس عضوا في الاتحاد الآسيوي لكرة القدم | ليس عضوا في الاتحاد الآسيوي لكرة القدم | ليس عضوا في الاتحاد الآسيوي لكرة القدم |
| الكويت                   | 0                  | ×                                      | ×                                      | ×                                      | ×                                      | ×                                      | ×                                      | ×                                      | ×                                      | ×                                      | يُحدد لاحقًا                             |
| قرغيزستان                | 2                  | ×1                                     | ×                                      | ×                                      | ×                                      | ×                                      | •                                      | •                                      | ×                                      | ×                                      | يُحدد لاحقًا                             |
| لاوس                     | 1                  | ×                                      | ×                                      | ×                                      | ×                                      | ×                                      | ×                                      | ×                                      | ×                                      | •                                      | يُحدد لاحقًا                             |
| لبنان                    | 2                  | ×                                      | ×                                      | ×                                      | ×                                      | ×                                      | ×                                      | •                                      | ×                                      | •                                      | يُحدد لاحقًا                             |
| ماكاو                    | 0                  | ×                                      | ×                                      | ×                                      | ×                                      | ×                                      | ×                                      | ×                                      | ×                                      | ×                                      | يُحدد لاحقًا                             |
| ماليزيا                  | 2                  | •                                      | ×                                      | ×                                      | ×                                      | ×                                      | ×                                      | ×                                      | ×                                      | •                                      | يُحدد لاحقًا                             |
| المالديف                 | 3                  | ×                                      | ×                                      | ×                                      | ×                                      | •                                      | •                                      | ×                                      | ×                                      | •                                      | يُحدد لاحقًا                             |
| منغوليا                  | 1                  | ×                                      | ×                                      | ×                                      | ×                                      | ×                                      | ×                                      | ×                                      | ×                                      | •                                      | يُحدد لاحقًا                             |
| ميانمار                  | 6                  | ×                                      | ×                                      | ×                                      | •                                      | •                                      | •                                      | •                                      | •                                      | •                                      | يُحدد لاحقًا                             |
| نيبال                    | 1                  | ×                                      | ×                                      | ×                                      | ×                                      | ×                                      | ×                                      | ×                                      | ×                                      | •                                      | يُحدد لاحقًا                             |
| عمان                     | 0                  | ×                                      | ×                                      | ×                                      | ×                                      | ×                                      | ×                                      | ×                                      | ×                                      | ×                                      | يُحدد لاحقًا                             |
| باكستان                  | 0                  | ×                                      | ×                                      | ×                                      | ×                                      | ×                                      | ×                                      | ×                                      | ×                                      | ×                                      | يُحدد لاحقًا                             |
| فلسطين                   | 4                  | ×                                      | ×                                      | ×                                      | ×                                      | ×                                      | •                                      | •                                      | •                                      | •                                      | يُحدد لاحقًا                             |
| قطر                      | 0                  | ×                                      | ×                                      | ×                                      | ×                                      | ×                                      | ×                                      | ×                                      | ×                                      | ×                                      | يُحدد لاحقًا                             |
| السعودية                 | 0                  | ×                                      | ×                                      | ×                                      | ×                                      | ×                                      | ×                                      | ×                                      | ×                                      | ×                                      | يُحدد لاحقًا                             |
| سنغافورة                 | 2                  | •                                      | ×                                      | ×                                      | •                                      | ×                                      | ×                                      | ×                                      | ×                                      | ×                                      | يُحدد لاحقًا                             |
| سريلانكا                 | 0                  | ×                                      | ×                                      | ×                                      | ×                                      | ×                                      | ×                                      | ×                                      | ×                                      | ×                                      | يُحدد لاحقًا                             |
| سوريا                    | 1                  | ×                                      | ×                                      | ×                                      | ×                                      | ×                                      | ×                                      | ×                                      | •                                      | ×                                      | يُحدد لاحقًا                             |
| طاجيكستان                | 2                  | ×1                                     | ×                                      | ×                                      | ×                                      | ×                                      | ×                                      | ×                                      | •                                      | •                                      | يُحدد لاحقًا                             |
| تيمور الشرقية            | 0                  | Part of إندونيسيا                      | Part of إندونيسيا                      | Part of إندونيسيا                      | ×                                      | ×                                      | ×                                      | ×                                      | ×                                      | ×                                      | يُحدد لاحقًا                             |
| تركمانستان               | 0                  | ×1                                     | ×                                      | ×                                      | ×                                      | ×                                      | ×                                      | ×                                      | ×                                      | ×                                      | يُحدد لاحقًا                             |
| الإمارات العربية المتحدة | 2                  | ×                                      | ×                                      | ×                                      | ×                                      | ×                                      | ×                                      | ×                                      | •                                      | •                                      | يُحدد لاحقًا                             |
| أوزبكستان                | 7                  | ×1                                     | ×                                      | •                                      | •                                      | •                                      | •                                      | •                                      | •                                      | •                                      | يُحدد لاحقًا                             |
| اليمن                    | 0                  | ×                                      | ×                                      | ×                                      | ×                                      | ×                                      | ×                                      | ×                                      | ×                                      | ×                                      | يُحدد لاحقًا                             |

الملاحظات:
- 1جزء من  الاتحاد السوفيتي

## التاريخ التنافسي

### 1991: ظهور أول لثلاث آسيويين
أصبحت الصين واليابان وتايبيه الصينية أول الدول الآسيوية التي تنافس في كأس العالم للسيدات، حيث تشرفت الصين بأن تصبح أول دولة تستضيف أول بطولة لكأس العالم للسيدات على الإطلاق في عام 1991. في حين تأهلت الصين إلى البطولة من خلال استضافتها، لم تتأهل اليابان وتايبيه الصينية إلى البطولة إلا من خلال بطولة آسيا للسيدات عام 1991 بعد حصولهما على المركزين الثاني والثالث على التوالي. ولم يكن المنتخب الياباني ناجحا، إذ احتل المركز الأخير بعد ثلاث هزائم أمام البرازيل والسويد والولايات المتحدة. وكان البلد المضيف الصين وجارتها تايبيه الصينية أكثر نجاحا، لكن لم يتمكن أي منهما من تجاوز الدور ربع النهائي، حيث خسر أمام السويد والولايات المتحدة (التي أخرجت اليابان من مرحلة المجموعات) على التوالي.

### 1995: عدد أقل من الفرق الآسيوية، ولكن نتائج واعدة أكثر
فشلت تايبيه الصينية في التأهل للبطولة بعد دورة الألعاب الآسيوية عام 1994، مما جعل الصين واليابان الممثلين الآسيويين الوحيدين في نسخة عام 1995 التي أقيمت في السويد. ومع ذلك، وعلى الرغم من النكسة الأولية، أثبتت بطولة كأس العالم أنها نجاح كبير لكلا الفريقين. واجهت اليابان صعوبات كبيرة بعد وقوعها في المجموعة الأولى مع السويد المضيفة، وكذلك البرازيل وألمانيا، لكنها تمكنت من مفاجأة البرازيليين 2–1 لتتأهل إلى ربع النهائي لأول مرة، حيث انتهت رحلتها بهزيمة ساحقة 0–4 أمام الولايات المتحدة، حاملة اللقب آنذاك. وفي الوقت نفسه، قدمت الصين أداء أفضل، حيث وصلت إلى الدور نصف النهائي، لكن فرصتها في التأهل حُرمت من قبل ألمانيا، التي احتلت المركز الثاني في النهاية، قبل أن تخسر المركز الثالث أمام الولايات المتحدة.

### 1999: أول دولة آسيوية تصل إلى نهائي كأس العالم
وكانت نسخة عام 1999 في الولايات المتحدة بمثابة لحظة تاريخية بالنسبة لآسيا. تأهلت ثلاث دول إلى كأس العالم من خلال بطولة آسيا للسيدات عام 1997، حيث شاركت الصين واليابان مرة أخرى، بينما شاركت كوريا الشمالية لأول مرة. ولم تتمكن اليابان، بعد النجاح الذي حققته في عام 1995، من تكرار ذلك الأداء، حيث احتلت المركز الأخير في المجموعة بعد تعادلها فقط مع كندا وهزيمتين مؤلمتين أمام روسيا والنرويج. كما فشلت كوريا الشمالية في التأهل إلى مرحلة خروج المغلوب، لكنها نجحت في تحقيق فوز بنتيجة 3–1 على الدنمارك لتجنب احتلال المركز الأخير. كانت الصين هي الأكثر نجاحا، حيث فازت بخمس مباريات متتالية، بما في ذلك الفوز 5–0 على النرويج، البطل آنذاك، للوصول إلى النهائي، حيث تمكن الصينيون من إبقاء الولايات المتحدة بدون أهداف، لكنهم خسروا بركلات الترجيح 4–5. ومع ذلك، فإن ظهور الصين في نهائي كأس العالم يعني، ولأول مرة، مشاركة فريق من آسيا.

### 2003: تفشي مرض السارس وعرض أقل نجاحًا
في البداية، حصلت الصين على حقوق استضافة نسخة عام 2003، لكن تفشي مرض السارس أجبرها على التنازل عن حقوق الاستضافة، ثم انتقلت بعد ذلك إلى الولايات المتحدة التي استضافت نسخة عام 1999. وشهدت بطولة كأس العالم تلك مشاركة قياسية من آسيا بأربعة فرق، ثلاثة منها في نسخة 1999 والوافد الجديد كوريا الجنوبية، لكن الزخم الذي تحقق في نسخة 1999 لم يتكرر. تصدرت الصين المجموعة بعد فوزها على غانا وروسيا وتعادلها مع أستراليا، لكنها خسرت أمام كندا في دور الثمانية. وخيبت اليابان وكوريا الشمالية الآمال بفوزهما بمباراة واحدة فقط في دور المجموعات ولم تتمكنا من الوصول إلى دور الثمانية. ولم تتمكن كوريا الجنوبية، التي كانت تشارك لأول مرة في البطولة، من تحقيق أي مفاجأة على الإطلاق، حيث خسرت مبارياتها الثلاث أمام البرازيل وفرنسا والنرويج، وسجلت هدفا واحدا فقط خلال هذه المباريات.

### 2007: العودة إلى آسيا، أول بطولة كأس عالم لأستراليا في آسيا وبعض التحسن
بعد أن تخلت الصين عن حقوق استضافة نسخة عام 2003 بسبب مرض السارس، حصلت على حقوق استضافة نسخة عام 2007 دون منافسة. شهدت هذه البطولة أول مشاركة لأستراليا في كأس العالم كعضو في الاتحاد الآسيوي لكرة القدم، بعد أن شاركت في ثلاث بطولات كأس عالم سابقة كعضو في اتحاد أوقيانوسيا لكرة القدم. شهدت بطولة كأس العالم هذه وصول ثلاثة فرق آسيوية إلى مرحلة خروج المغلوب لأول مرة على الإطلاق: وصلت الصين إلى دور الثمانية بعد احتلالها المركز الثاني خلف البرازيل، لكنها سقطت أمام النرويج 0–1، مكررة هزيمتها في ربع نهائي عام 1991 أمام فريق من دول الشمال الأوروبي؛ تغلبت كوريا الشمالية على السويد بفارق الأهداف لتتأهل إلى مرحلة خروج المغلوب لأول مرة على الرغم من خسارتها 1–2 أمام السويد (بفضل تعادل كوريا الشمالية المثير للإعجاب 2–2 مع الولايات المتحدة القوية)، قبل أن تخسر 0–3 أمام ألمانيا الفائزة في النهاية؛ وصلت أستراليا أيضًا إلى دور الثمانية لأول مرة، بعد أن تغلبت على غانا 4–1 قبل أن تحافظ على كل من النرويج وكندا للتقدم، حيث خسرت أستراليا أمام البرازيل 2–3. ومرة أخرى، فشلت اليابان في ترك انطباع جيد، حيث حصلت على أربع نقاط من ثلاث مباريات، بما في ذلك فوزها الوحيد 1–0 على الأرجنتين، وخرجت من دور المجموعات.

### 2011: صنع التاريخ، أول بطلة آسيوية: ناديشيكو اليابان
لقد شكلت بطولة عام 2011 التي أقيمت في ألمانيا لحظتين فارقتين في تاريخ كرة القدم النسائية الآسيوية. وشهدت البطولة غياب الصين لأول مرة في تاريخها، بعد فشلها في الفوز بالمركز الثالث في كأس آسيا للسيدات 2010 ؛ وكانت ثلاث دول آسيوية شاركت في كأس العالم هي اليابان وأستراليا وكوريا الشمالية. ومع ذلك، فإن ما تلا ذلك كان بمثابة أحد أعظم الإنجازات في تاريخ كرة القدم الآسيوية. نجحت أستراليا في الوصول إلى ربع النهائي للمرة الثانية على التوالي، بما في ذلك الفوز الشهير 2–1 على بطلة العالم السابقة النرويج، والذي أرسل النرويج إلى خارج البطولة، قبل أن تخسر 1–3 أمام السويد. وفي الوقت نفسه، حققت اليابان ما لا يمكن تصوره بفوزها بالبطولة، بما في ذلك ثلاثة انتصارات على عمالقة كرة القدم النسائية في مرحلة خروج المغلوب (ألمانيا والسويد والولايات المتحدة)؛ وكانت إنجلترا هي الفريق الوحيد الذي خسرته اليابان في هذه العملية. وكان الفوز الياباني أكثر صعوبة في تصوره، خاصة وأن البلاد كانت قد عانت للتو من زلزال وتسونامي توهوكو الكارثي في عام 2011، والذي أدى إلى إلغاء دوري السيدات، وبالتالي تحول الفوز إلى أعظم معجزة في التاريخ الحديث. كانت كوريا الشمالية هي الفريق الآسيوي الوحيد الذي لم يقدم أي أداء قوي في البطولة، حيث خسرت أمام الولايات المتحدة والسويد، قبل أن تتعادل بدون أهداف مع كولومبيا وتخرج من مرحلة المجموعات بدون أي هدف وبنقطة واحدة فقط.

### 2015: اليابان تكاد تصاب بسكتة دماغية مرة أخرى، رقم قياسي جديد للمشاركين
شهدت نسخة 2015 في كندا حدثاً تاريخياً بالنسبة لآسيا عندما شاركت خمسة فرق آسيوية، وكانت اليابان هي حاملة اللقب. عادت الصين إلى نهائيات كأس العالم بعد غيابها عن نسخة 2011، في حين عادت كوريا الجنوبية منذ عام 2003. سجلت تايلاند أول مشاركة لها في نهائيات كأس العالم بعد فوزها على فيتنام في تصفيات كأس آسيا للسيدات 2014، تاركة أستراليا (باستثناء اليابان) الفريق الوحيد الذي يتمتع بسلسلة مستقرة من المنافسات. كانت البطولة نجاحاً آخر لجميع الفرق الآسيوية تقريباً: الصين، في عودتها، وصلت إلى ربع النهائيات، بعد أن تغلبت على هولندا ونيوزيلندا والكاميرون، لكنها خسرت أمام الولايات المتحدة؛ وحققت أستراليا رقماً قياسياً تاريخياً بفوزها في أول مباراة في مرحلة خروج المغلوب على الإطلاق، بفوز مفاجئ 1–0 على البرازيل، لتصل إلى دور الثمانية، حيث خسرت أمام اليابان؛ وتغلبت كوريا الجنوبية على إسبانيا القوية الصاعدة 2–1 لتقصي الأسبان في هذه العملية قبل أن تخسر أمام فرنسا 0–3؛ في حين كانت اليابان الأكثر نجاحاً، حيث وصلت مرة أخرى إلى نهائي كأس العالم بعد تسجيلها ستة انتصارات بفارق هدف واحد في البطولة، حتى ضد خصوم أضعف مثل الإكوادور، لكن حلمها بالفوز بكأس العالم للمرة الثانية على التوالي تحطم على يد الأميركيين، الذين انتقموا من خسارة 2011. كانت تايلاند هي الفريق الوحيد من آسيا الذي فشل في الوصول إلى مرحلة خروج المغلوب، ومع ذلك اقتربت تايلاند من التأهل، بما في ذلك الفوز 3–2 في مرحلة المجموعات على ساحل العاج التي تشارك لأول مرة.
تم استبعاد كوريا الشمالية، التي شاركت في كأس العالم أربع مرات، بعد أن جاءت نتائج اختبارات المنشطات التي خضع لها لاعبوها إيجابية.

### 2019: خيبة أمل لآسيا
كانت بطولة كأس العالم للسيدات 2019 في فرنسا بمثابة حدث تاريخي آخر بالنسبة لآسيا، على الرغم من أن هذا الحدث لم يكن يحظى بتقدير كبير. ومع مشاركة نفس المشاركات في كأس آسيا للسيدات 2018، كانت الآمال عالية. ولكن للمرة الأولى على الإطلاق، لم يتمكن أي بلد من آسيا من التأهل إلى ربع النهائي، وهو ما جعله أسوأ أداء لكرة القدم الآسيوية في كأس العالم للسيدات.
لم يكن أداء اليابان، البطل السابق، مثيرا للإعجاب في مرحلة المجموعات، حيث تعادلت بدون أهداف مع الأرجنتين قبل أن تفوز على اسكتلندا 2–1، لكنها خسرت أمام إنجلترا 0–2 قبل أن تنتهي رحلتها بالخسارة 1–2 أمام هولندا. كما كان أداء الصين ضعيفا في البطولة، حيث لم تحقق سوى فوز واحد وسجلت هدفا واحدا فقط، وكلاهما ضد جنوب أفريقيا، قبل أن تخسر أمام إيطاليا 0–2 في دور الستة عشر.
كانت أستراليا هي الفريق الآسيوي الوحيد الذي قدم أداءً أقوى، حيث تغلبت على البرازيل 3–2 وجامايكا (بهدف تاريخي سجله سام كير بأربعة أهداف) في مرحلة المجموعات قبل أن تتعادل مع النرويج، بطلة العالم السابقة، على الرغم من تقليص عدد لاعباتها إلى عشر نساء، لكنها خسرت بركلات الترجيح 1–4. خسرت كوريا الجنوبية جميع مبارياتها الثلاث في مرحلة المجموعات أمام فرنسا 0–4، ونيجيريا 0–2، والنرويج 1–2؛ في حين سجلت تايلاند فصلاً مظلماً باعتبارها الفريق الأسوأ أداءً في تاريخ كل نسخة من كأس العالم للسيدات، بما في ذلك الخسارة التاريخية 0–13 أمام الولايات المتحدة، البطلة في النهاية، وهي أسوأ هزيمة على الإطلاق في أي بطولة فيفا لكبار الرجال أو النساء؛ بعد ذلك سقطت تايلاند 1–5 أمام السويد و0–2 أمام تشيلي لتحتل المركز الأخير بهدف واحد فقط واستقبلت 20 هدفاً.

### 2023: عدد قياسي من المشاركين لأول مرة، واستضافة ثالثة، وفريق ماتيلداس التاريخي على أرضه
مع حصول أستراليا ونيوزيلندا على حقوق استضافة نسخة 2023، كانت هذه أول بطولة لكأس العالم للسيدات تستضيفها دولتان على الإطلاق. أما النتيجة، فقد أصبحت أستراليا ثاني عضو في الاتحاد الآسيوي لكرة القدم يحقق ذلك، وبالتالي تأهلت تلقائيا إلى البطولة باعتبارها الدولة المضيفة. وباستثناء أستراليا، كان على الفرق الأخرى التأهل عبر كأس آسيا للسيدات 2022، والتي شهدت تأهل الصين وكوريا الجنوبية واليابان والفلبين بشكل مباشر، بينما تأهلت فيتنام لاحقًا من خلال مرحلة التصفيات.
وفي الوقت نفسه خرجت منتخبات الفلبين وفيتنام والصين وكوريا الجنوبية من دور المجموعات، بينما تأهلت اليابان وأستراليا. بعد إقصاء منتخب اليابان للمنتخب النرويجي في دور الستة عشر، تم إقصاؤه على يد السويد في ربع النهائي. حققت لاعبات أستراليا ماتيلداس (حتى مع غياب سام كير عن معظم مباريات البطولة بسبب إصابة في ربلة الساق) إنجازا تاريخيا، ولأول مرة نجحن في الوصول إلى الدور نصف النهائي بعد إقصاء الدنمارك وفرنسا المرشحة للفوز في أطول ركلات ترجيح في تاريخ بطولات كأس العالم لكرة القدم للرجال والسيدات. لسوء الحظ، خرجت أستراليا من الدور نصف النهائي على يد إنجلترا، لتنهي البطولة في المركز الرابع بعد خسارتها 2–0 أمام السويد.